# Aeroportul Klawock
Aeroportul Klawock (IATA: KLW, ICAO: PAKW, FAA LID: AKW) este un aeroport din Alaska, Statele Unite ale Americii ce deservește zona Klawock⁠(d). Aeroportul a fost tranzitat în 2019 de 25.960 de pasageri. A fost numit după zona deservită.
Situat la o altitudine de 24 m, aeroportul dispune de 1 pistă. Este operat de Alaska Department of Transportation & Public Facilities⁠(d).

## Infrastructură

### Piste
Aeroportul dispune de o singură pistă. Pista 02/20 are suprafața de asfalt și dimensiunile 5.000 picioare × 100 picioare. 